# Lista najwyższych budynków w Kanadzie
Kanada jest jednym z największych państw świata. Ten bogaty kraj jest jednym z kilku na świecie z tak dużą liczbą wysokich budynków. Nie ma tu co prawda superwysokich (powyżej 300 metrów) budynków lecz Kanada może się poszczycić drugim co do wysokości budynkiem na świecie czyli CN Tower. Ponad 200 metrów ma 9 gmachów, ponad 150 metrów mają 34 budynki, a ponad 100 metrów wysokości, około 280. Poza jednym (Commerce Court North w Toronto) wszystkie wieżowce wybudowane zostały po roku 1960. Szczególnie w latach 80. i w latach zbliżonych do tego okresu. Wzrost liczby nowo budowanych drapaczy chmur jest zauważalny w ostatnich latach. Pomimo to nadal niepodzielnie, od roku 1975 najwyższym w kraju jest First Canadian Place w Toronto. I to właśnie w tym mieście stoi najwięcej z wysokich budynków. Poza Toronto dużo wysokich gmachów można znaleźć w Montrealu, Calgary, Vancouver i Edmonton. W innych miastach jest ich mało i nie przekraczają na ogół 150 metrów.
W ostatnich latach wciąż przybywa nowych wieżowców. Obecnie w całej Kanadzie w trakcie budowy jest około 50 budynków przekraczających 100 metrów wysokości. Żaden z nich nie zagrozi jednak pozycji First Canadian Place, ponieważ najwyższy z nich (Bay-Adelaide West Tower w Toronto), będzie miał "jedynie" 218 metrów. Zaaprobowano jednak projekt Trump International Hotel & Tower, który ma mieć ponad 300 metrów. W niedługiej przyszłości prace nad budową tego budynku powinny ruszyć.
W przeciągu wszystkich lat kiedy powstawały nowe budowle, powstawały również coraz bardziej fantastyczne ich projekty, które nigdy nie weszły w życie. Jednym ze śmielszych był Tour Québec w Montrealu. Miał to być najwyższy, bo aż 561-metrowy i 130-piętrowy biurowiec w kraju. Jednak plany te nigdy nie wyszły poza ramy projektu.

## 10 najwyższych budynków

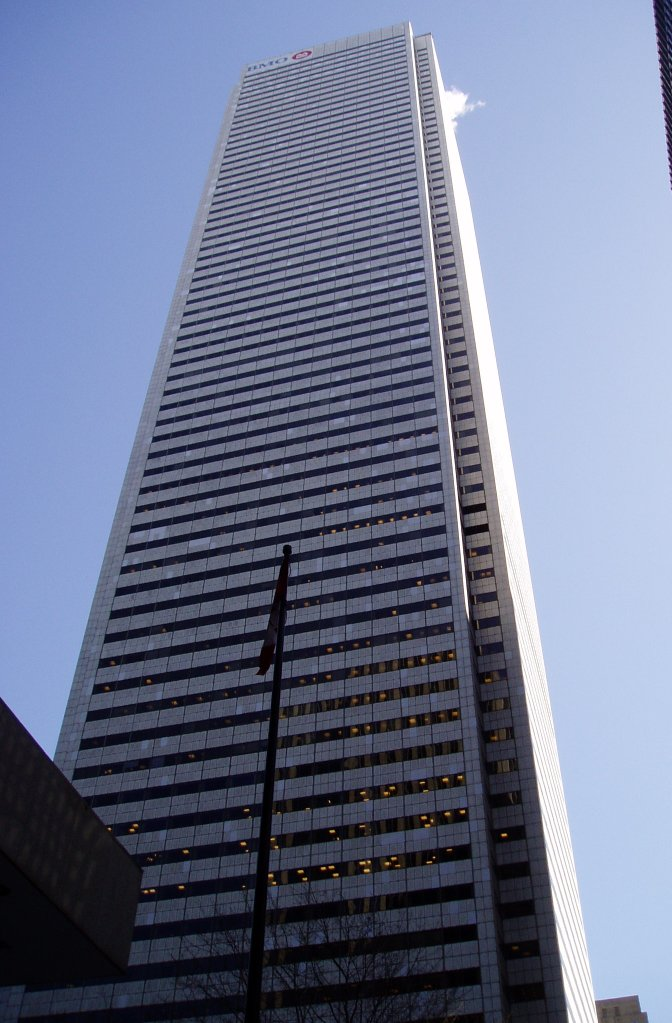
First Canadian Place - Toronto

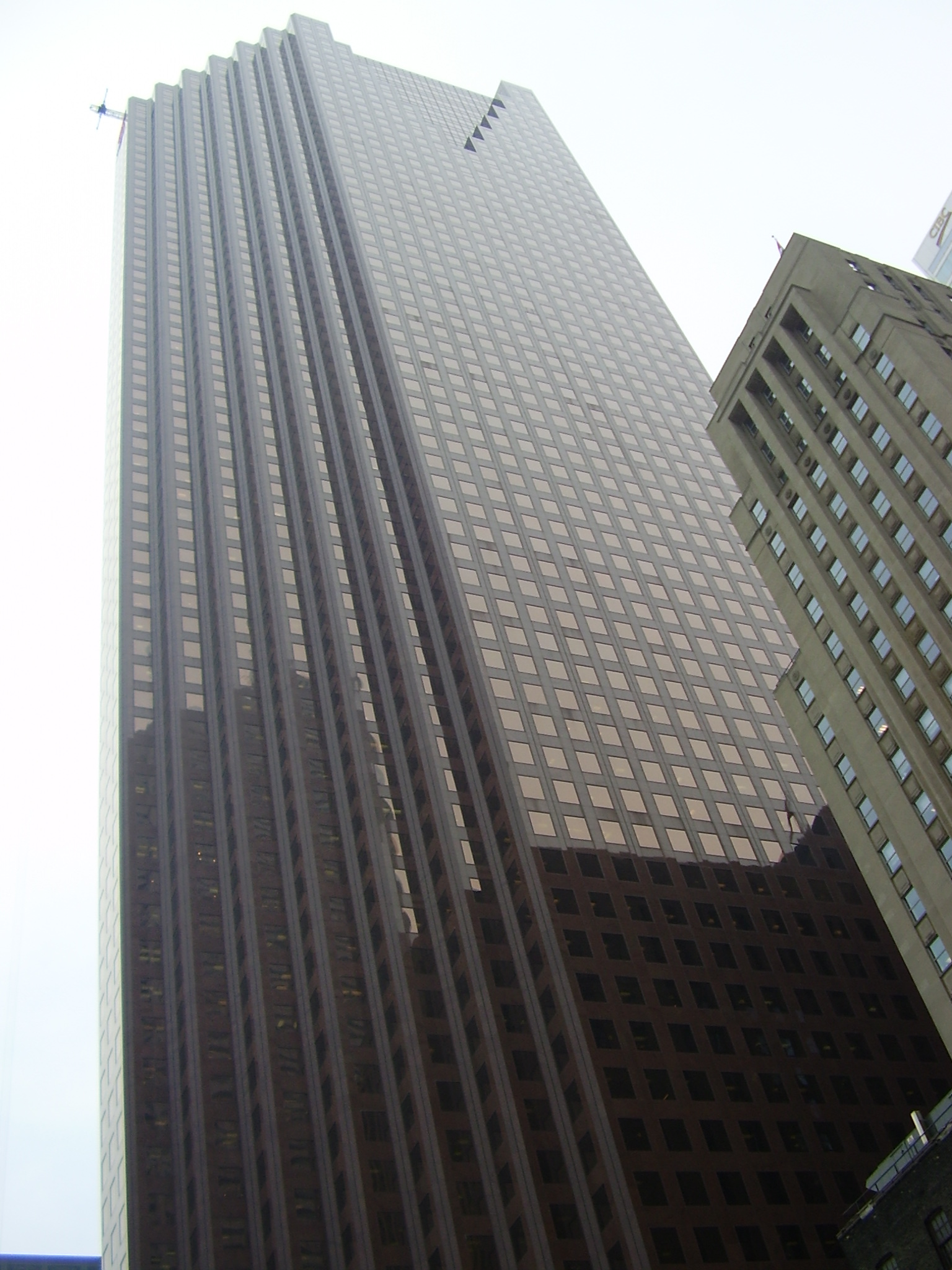
Scotia Plaza - Toronto

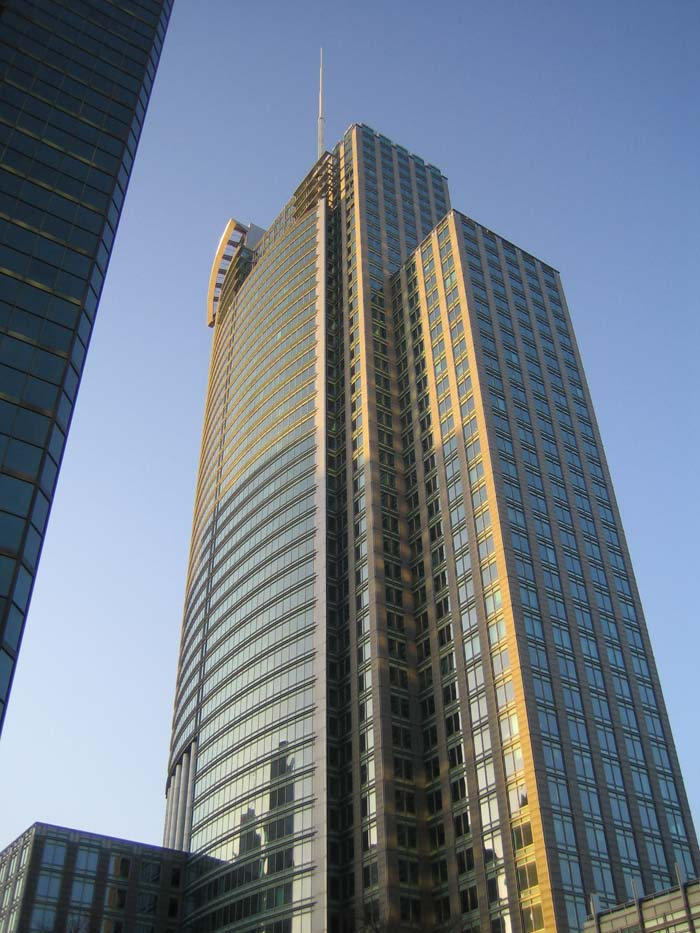
Le 1250 Boulevard René-Lévesque - Montreal

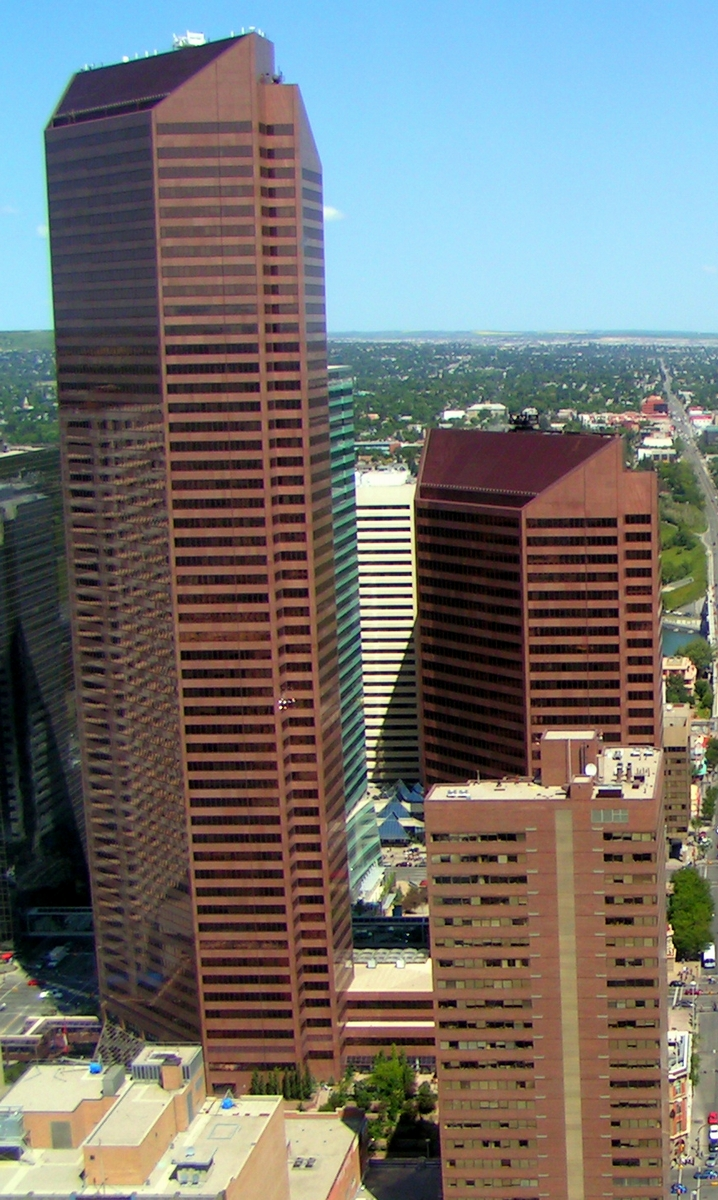
Petro-Canada Center - Calgary

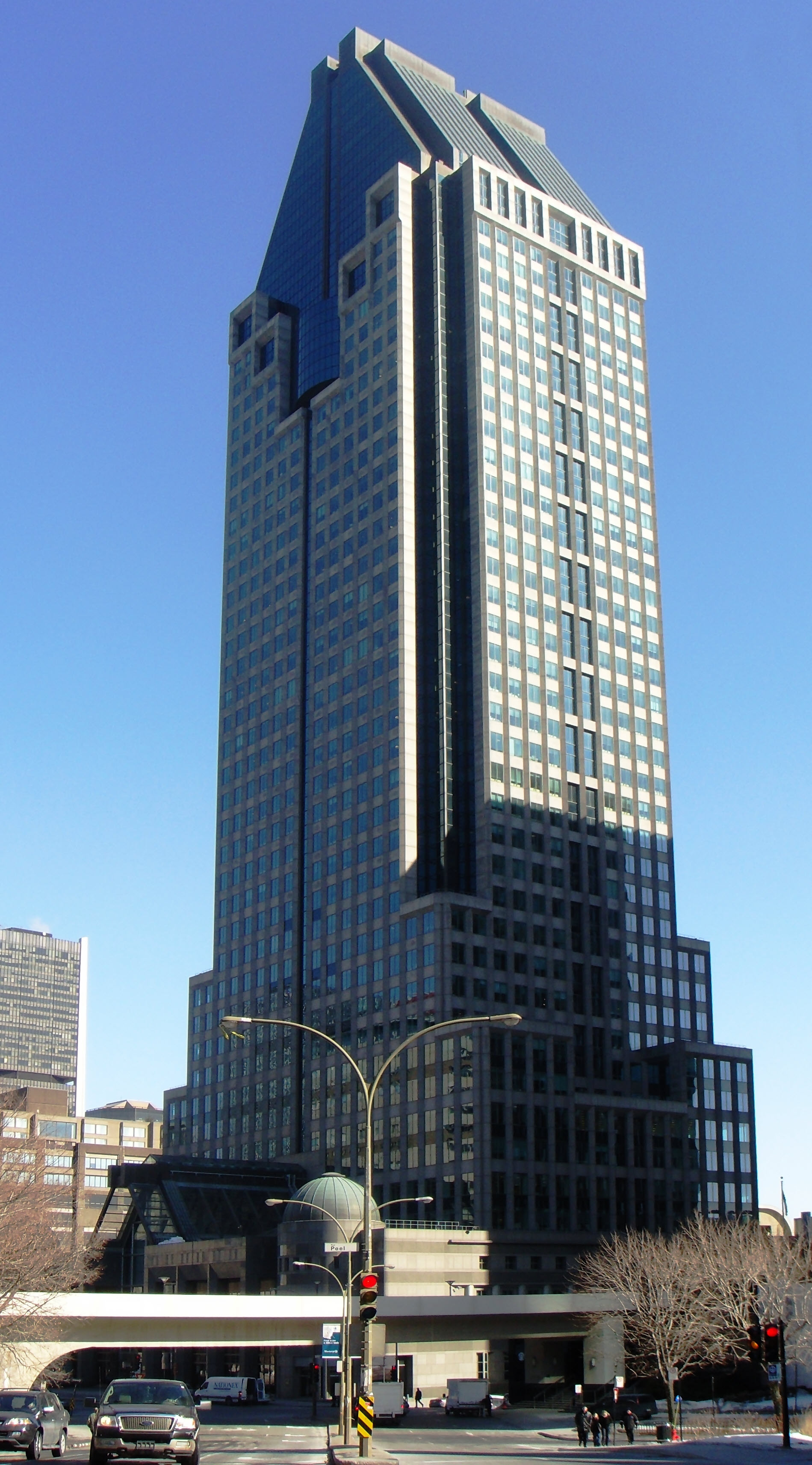
Le 1000 de la Gauchetière - Montreal

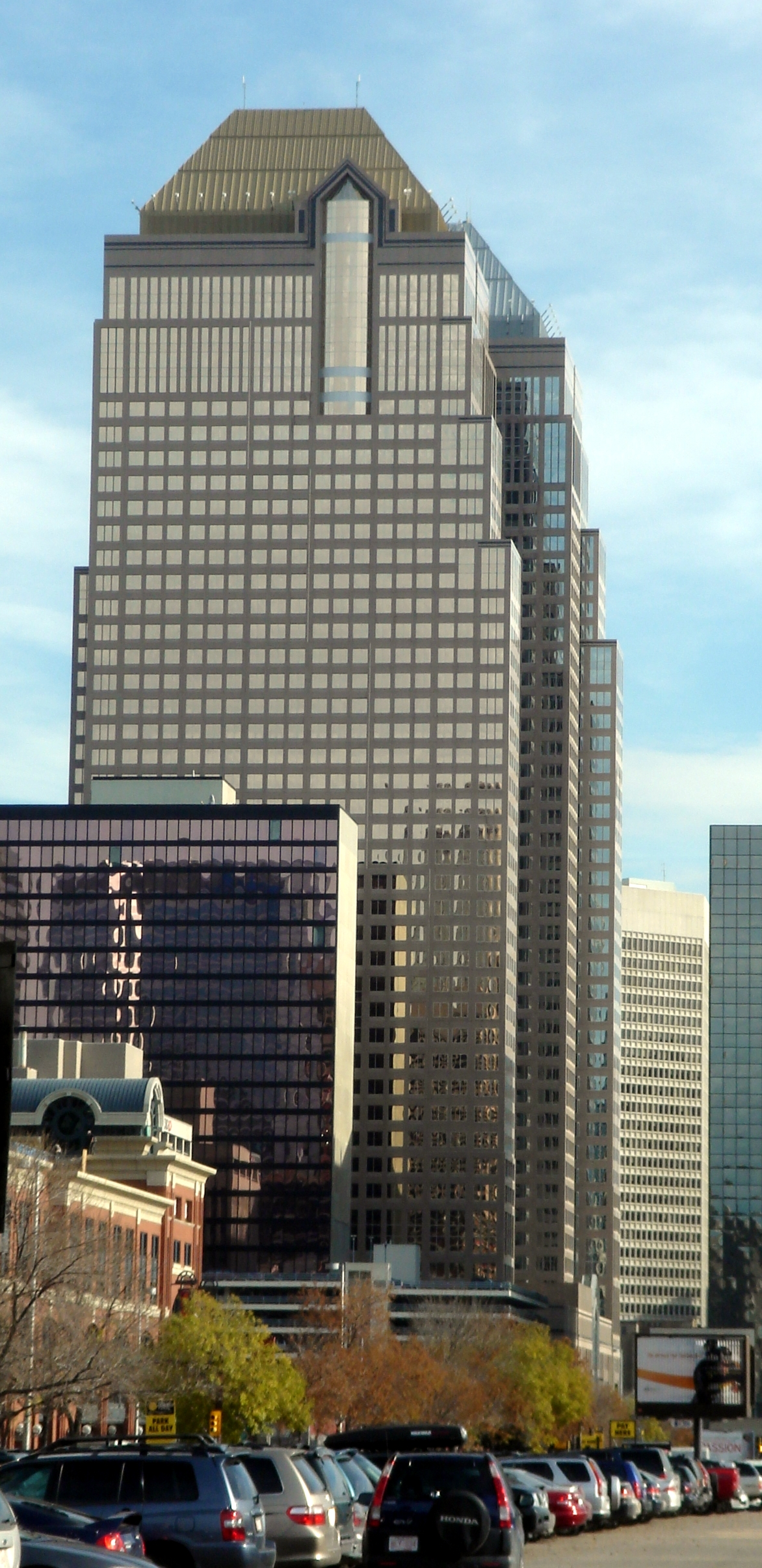
Bankers Hall West Tower i East Tower - Calgary

| Ranking | Budynek                         | Wysokość strukturalna | Liczba pięter | Rok budowy | Miasto   |
| ------- | ------------------------------- | --------------------- | ------------- | ---------- | -------- |
| 1.      | First Canadian Place            | 298 m                 | 72            | 1976       | Toronto  |
| 2.      | Scotia Plaza                    | 275 m                 | 68            | 1988       | Toronto  |
| 3.      | Canada Trust Tower              | 261 m                 | 53            | 1990       | Toronto  |
| 4.      | Commerce Court West             | 239 m                 | 57            | 1972       | Toronto  |
| 5.      | Le 1250 Boulevard René-Lévesque | 226 m                 | 47            | 1992       | Montreal |
| 6.      | Toronto Dominion Bank Tower     | 223 m                 | 56            | 1967       | Toronto  |
| 7.      | Petro-Canada Centre West Tower  | 215 m                 | 53            | 1983       | Calgary  |
| 8.      | Bay Wellington Tower            | 207 m                 | 49            | 1991       | Toronto  |
| 9.      | Le 1000 de la Gauchetière       | 205 m                 | 51            | 1992       | Montreal |
| 10-10.  | Bankers Hall West Tower         | 197 m                 | 52            | 2000       | Calgary  |
| 10-11.  | Bankers Hall East Tower         | 197 m                 | 52            | 1989       | Calgary  |

## Pozostałe budynki
| Ranking | Budynek                          | Wysokość strukturalna | Liczba pięter | Rok budowy | Miasto    |
| ------- | -------------------------------- | --------------------- | ------------- | ---------- | --------- |
| 12.     | Tour de la Bourse                | 190 m                 | 47            | 1964       | Montreal  |
| 13.     | 1 Place Ville-Marie              | 188 m                 | 43            | 1962       | Montreal  |
| 14.     | La Tour CIBC                     | 187 m                 | 45            | 1962       | Montreal  |
| 15.     | Royal Trust Tower                | 183 m                 | 46            | 1969       | Toronto   |
| 16.     | Royal Bank Plaza South           | 180 m                 | 40            | 1979       | Toronto   |
| 17-17.  | Canterra Tower                   | 177 m                 | 45            | 1988       | Calgary   |
| 17-18.  | TransCanada Tower                | 177 m                 | 38            | 2001       | Calgary   |
| 19.     | Tour de Montréal                 | 175 m                 | 20            | 1987       | Montreal  |
| 20.     | 1 King West                      | 173 m                 | 51            | 2005       | Toronto   |
| 21.     | First Canadian Centre            | 167 m                 | 41            | 1982       | Calgary   |
| 22.     | 44 Charles Street West           | 166 m                 | 51            | 1972       | Toronto   |
| 23.     | Western Canada Place North       | 164 m                 | 41            | 1983       | Calgary   |
| 24.     | TD Canada Trust Tower            | 162 m                 | 40            | 1991       | Calgary   |
| 25.     | Le 1501 McGill College           | 158 m                 | 36            | 1992       | Montreal  |
| 26.     | Scotia Centre                    | 155 m                 | 41            | 1976       | Calgary   |
| 27-27.  | Residences of College Park North | 154 m                 | 51            | 2006       | Toronto   |
| 27-28.  | 79 Wellington Street West        | 154 m                 | 39            | 1985       | Toronto   |
| 29.     | Harbourview Estates 2            | 153 m                 | 49            | 2005       | Toronto   |
| 30      | Exchange Tower                   |                       | 36            | 1981       | Toronto   |
| 31-31.  | Le Complexe Desjardins Tour Sud  | 152 m                 | 40            | 1976       | Montreal  |
| 31-32.  | Nexen Building                   | 152 m                 | 37            | 1982       | Calgary   |
| 33.     | The 250                          | 151 m                 | 35            | 1992       | Toronto   |
| 34.     | One Wall Centre                  | 150 m                 | 48            | 2001       | Vancouver |
| 35-35.  | Shaw Tower                       | 149 m                 | 41            | 2004       | Vancouver |
| 35-36.  | 2 Bloor West                     | 149 m                 | 34            | 1974       | Toronto   |
| 37.     | Simcoe Place                     | 148 m                 | 33            | 1995       | Toronto   |
| 38-38.  | Tour KPMG                        | 146 m                 | 34            | 1987       | Montreal  |
| 38-39.  | Manulife Place                   | 146 m                 | 39            | 1983       | Edmonton  |
| 38-40.  | 200 Granville Square             | 146 m                 | 30            | 1973       | Vancouver |
| 41.     | Commerce Court North             | 145 m                 | 34            | 1930       | Toronto   |
| 42-42.  | Royal Centre                     | 145 m                 | 37            | 1973       | Vancouver |
| 42-43.  | West One                         | 145 m                 | 49            | 2007       | Toronto   |
| 44.     | Spire                            | 145 m                 | 45            | 2007       | Toronto   |
| 45.     | 2 Bow Valley Square              | 143 m                 | 39            | 1974       | Calgary   |
| 46.     | Cadillac Fairview Tower          | 142 m                 | 36            | 1982       | Toronto   |
| 47.     | The Melville                     | 141 m                 | 42            | 2007       | Vancouver |
| 48.     | Bentall 5                        | 141 m                 | 35            | 2007       | Calgary   |
| 49.     | Dome Tower                       | 141 m                 | 30            | 1977       | Calgary   |
| 50-50.  | Fifth & Fifth Building           | 140 m                 | 35            | 1980       | Calgary   |
| 50-51.  | Shell Centre                     | 140 m                 | 33            | 1977       | Calgary   |
| 50-52.  | Tour Telus                       | 140 m                 | 34            | 1960       | Montreal  |
| 50-53.  | Simpson Tower                    | 140 m                 | 33            | 1968       | Toronto   |
| 50-54.  | Pantages Tower                   | 140 m                 | 46            | 2003       | Toronto   |

## Historycznie najwyższe budynki w Kanadzie
| Ranking | Budynek                     | Wysokość strukturalna | Liczba pięter | Miasto    | Od   | Do      |
| ------- | --------------------------- | --------------------- | ------------- | --------- | ---- | ------- |
| 1.      | First Canadian Place        | 298 m                 | 72            | Toronto   | 1976 | obecnie |
| 2.      | Commerce Court West         | 239 m                 | 57            | Toronto   | 1972 | 1975    |
| 3.      | Toronto Dominion Bank Tower | 223 m                 | 56            | Toronto   | 1967 | 1972    |
| 4.      | Place Ville-Marie           | 188 m                 | 46            | Montreal  | 1962 | 1967    |
| 5.      | Commerce Court North        | 145 m                 | 34            | Toronto   | 1930 | 1962    |
| 6.      | Royal York Hotel            | 124 m                 | 28            | Toronto   | 1929 | 1930    |
| 7.      | Royal Bank Building         | 119 m                 | 22            | Montreal  | 1928 | 1929    |
| 8.      | Royal Bank Bauilding        | 91 m                  | 20            | Toronto   | 1915 | 1928    |
| 9.      | Canadian Pacific Building   |                       | 15            | Toronto   | 1912 | 1915    |
| 10.     | Sun Tower                   | 82 m                  | 17            | Vancouver | 1912 | 1912    |
| 11.     | Dominion Building           | 53 m                  | 14            | Vancouver | 1910 | 1912    |
| 12.     | Trader's Bank Building      |                       | 15            | Vancouver | 1905 | 1910    |